# Franciszek Wolfarth
Franciszek Wolfarth (1835 – 31. ledna 1898 Berežany) byl rakouský politik polské národnosti z Haliče, na konci 19. století poslanec Říšské rady.

## Biografie
Byl předsedou okresní rady v Berežanech. Působil jako statkář a majitel naftových dolů v Haliči.
Byl poslancem Říšské rady (celostátního parlamentu Předlitavska), kam usedl ve volbách roku 1891 za kurii venkovských obcí v Haliči, obvod Berežany, Rohatyn atd. Ve volebním období 1891–1897 se uvádí jako Franz Wolfarth, statkář, bytem Kurjany (Kurzany).
Do parlamentu kandidoval za poslanecké uskupení Polský klub.
Zemřel v lednu 1898.